# نادي سحم
نادي سحم لكرة القدم هو نادي كرة قدم أردني مقره في منطقة سحم في الأردن. ويتنافس حالياً في دوري الدرجة الثانية الأردني، وهو المستوى الثالث لكرة القدم الأردنية .

## تاريخه
نظم رئيس نادي سحم خالد الطوالبة بطولة كرة قدم خماسية، بهدف البحث عن لاعبين شباب في المنطقة. وصل النادي إلى دور الستة عشر من كأس الأردن 2022، وخسر أمام البقعة بركلات الترجيح 4-3، بعد التعادل 1-1. في يوم 2 سبتمبر 2024، دعا رئيس نادي سحم الدكتور علي خالد طوالبة، نيابة عن أندية دوري الدرجة الثانية الأردني ، الاتحاد الأردني لكرة القدم إلى زيادة دعمه المالي للدوري. 

## روابط خارجية
- نادي سحم Soccerway
- نادي سهم